# Paul Sibra
Paul Sibra (né le 10 septembre 1889 à Castelnaudary et mort dans la même ville le 24 mars 1951 ), est un peintre français, régionaliste, peintre de scènes religieuses, de paysages et de portraits
Paul Sibra est surnommé le "peintre du Lauragais".

## Biographie
Paul Sibra est issu d’une famille de commerçants aisés de Castelnaudary. Ses parents (Charles Sibra et Denise Dupuy) sont propriétaires d’un important magasin de textile dans le centre de la capitale du Lauragais : "Les Dames de France". Il suit des études secondaires à l’école Saint-François de Sales puis au collège municipal de la ville. C’est au collège qu’il rencontre le professeur Pierre Thalabas qui guide ses premiers pas en dessin.
À cette époque (avant la Première Guerre mondiale), la vocation de Paul n’est pas encore fixée. Le jeune homme entreprend donc d'abord une formation classique en droit, pour satisfaire la volonté paternelle, en même temps qu’il commence à peindre en amateur.
Une fois ses obligations militaires remplies (1912) et après avoir prêté le serment d’avocat à la Cour de Toulouse (1911), Sibra profite du prétexte d’un stage chez un avocat parisien pour entrer dans la prestigieuse Académie Julian. Il y suit les cours de Jean-Paul Laurens, peintre académique d'histoire venu comme lui du Lauragais (il est né à Fourquevaux).
Pendant la guerre, au cours de laquelle il sera blessé, Paul Sibra sert comme sous-officier d’artillerie dans la région rémoise. Le jeune homme se fait alors collecteur : il découpe des images du front parues dans les journaux et les colle dans de grands cahiers où il dessine aussi son quotidien : paysages dévastés, tranchées, casemates et camarades… Ce fonds documentaire lui a plus tard servi pour son travail sur le Mémorial aux anciens élèves et instituteurs de l’école de l’Ouest morts pour la France (1921, en collaboration avec Pierre Thalabas). Dans l’immédiat après-guerre, il retourne dans la capitale et reprend sa formation interrompue mais cette fois sous la direction des fils Laurens, Jean-Pierre et Paul-Albert.

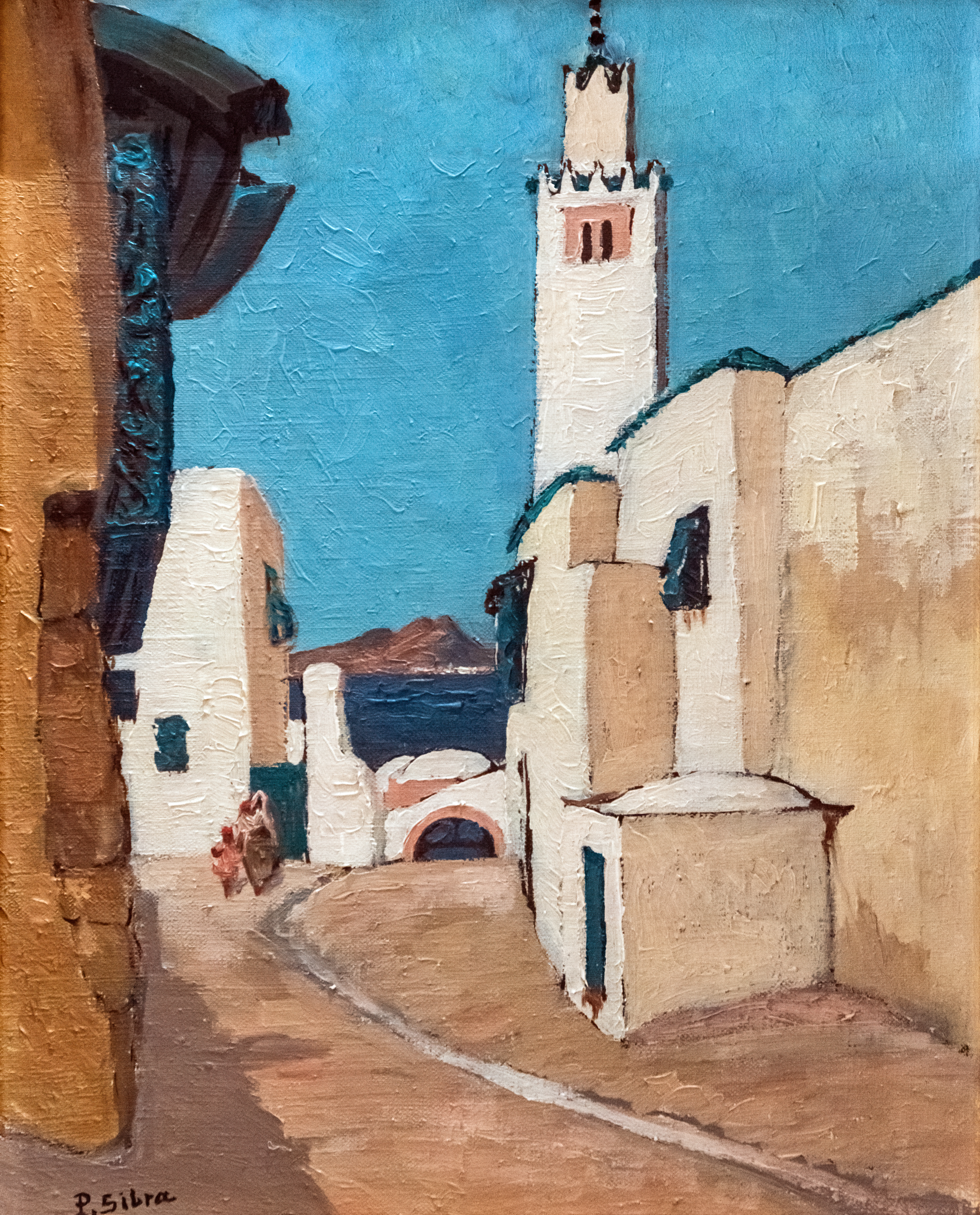
Vue de Sidi Bou Saïd, 1920, Musée des Beaux-Arts de Narbonne.

Au début des années 1920, sa formation picturale terminée, Paul Sibra voyage en Tunisie (il y retournera en 1932) et dans le Nord de la France et la Belgique. Il décide de se fixer entre Castelnaudary et Paris où il participe aux salons (Artistes Français dont il devient sociétaire en 1924). Dès la création du Collège d'Occitanie (1927), il suit les cours dispensés par Prosper Estieu et Joseph Salvat. En 1928, il épouse Madeleine « Mimi » Dupuy, une cousine, qui n’est autre que la Jeune fille bien élevée d’un tableau qu’il vient de réaliser (1927). Un an plus tard nait sa première fille, Monique. Sibra vit alors entre Castelnaudary où il installe définitivement son atelier en 1929, Paris où il vient tous les ans exposer une toile au Salon et Verdun-en-Lauragais où il passe ses étés dans sa propriété familiale de Rhodes (ou Rodes). Paul Sibra commence alors à sillonner le Lauragais, réalisant "sur le motif" de nombreux carnets de croquis qui constituent aujourd'hui une documentation ethnographique inestimable sur la vie dans les campagnes lauragaises avant leur mécanisation. C'est à cette époque qu'il réalise son plus célèbre tableau, Le Lauragais (1929), toile allégorique rendant hommage à sa région natale.
Au début des années 1930, le peintre voyage de nouveau en Tunisie, mais aussi en Italie (il y retournera en 1935) et plus tard dans le Nord et en Belgique : il semble privilégier les mêmes destinations de voyage. Suivant la tradition du voyage artistique en Orient, Paul Sibra réalise plusieurs carnets de croquis aquarellés évoquant les lieux, les costumes et les scènes de la vie quotidienne qu’il voit, à la manière d’un Delacroix. En 1934, il se voit proposer la décoration de la basilique Notre-Dame du Rosaire au monastère de Prouille (commune de Fanjeaux, Aude). L'année suivante, il voyage en Italie, "sur les pas de saint Dominique", pour préparer ce travail. Mais le projet est finalement abandonné (1935).
La langue et la culture occitanes sont fondamentales pour Paul Sibra. Petit-fils de félibre (son grand-père était un proche d’Auguste Fourès), il fréquente dès sa jeunesse un milieu hétérogène composé de membres du clergé, de poètes et d’écrivains de langue d’oc dont il réalise les portraits, mais aussi de ces paysans et petits artisans lauragais qui parlent encore l’occitan. Cet engagement se traduit par la fréquentation de plusieurs sociétés locales dont la Société Folkloriste de Carcassonne ou la Société des "Vingt" de l'Archer de Toulouse (1938).
Pendant la guerre, cet homme d’ordre, catholique traditionaliste, est proche des cercles collaborationnistes. Il est ainsi l’auteur d’un portrait de Philippe Pétain paru dans la revue régionaliste Septimanie en mai 1941. Cet appui à la politique de Vichy lui vaudra d’être « frappé d’indignité nationale » après-guerre pour avoir adhéré à la Milice française. En 1943, une première attaque cardiaque lui laisse de lourdes séquelles. Il devient membre la même année de l'Académie des Arts de Toulouse. Cependant, sa santé déclinante limite son travail "sur le motif" à des déplacements dans les alentours immédiats de Castelnaudary. Sa deuxième fille, Martine, nait en 1946. Diminuée par un second infarctus (1946), sa santé s’aggrave considérablement à la fin des années 1940. S’il continue de réaliser des "portraits de villages" et des études du folklore local, sa production diminue et il n’expose plus qu’épisodiquement (Artistes méridionaux).
Paul Sibra meurt le 24 mars 1951 des suites d’un infarctus du myocarde. Il laisse une œuvre importante, faite de quelque 1500 toiles et plusieurs milliers de dessins.
De nombreux tableaux de Paul Sibra peuvent aujourd'hui être admirés à l'auberge du Bout-du-monde de Verdun-en-Lauragais (Aude). Castelnaudary lui a rendu hommage en donnant son nom à la galerie municipale. Avec son maître Jean-Paul Laurens et le compositeur Déodat de Séverac, Paul Sibra est un des artistes les plus connus du Lauragais.

## Œuvre

### L’académisme de Paul Sibra
Paul Sibra est un peintre réaliste. Ses années de formation dans l’après-guerre ont coïncidé avec le grand mouvement des années 1920 dit de "retour à l’ordre" dans les arts-plastiques (mais également en politique). En réaction aux "excès" des avant-gardes (futurisme, dadaïsme, cubisme…), des artistes reviennent aux principes traditionnels d’un art classique en réévaluant dans leurs œuvres l’héritage académique. Ce courant a influencé de nombreux artistes dont Pablo Picasso et Giorgio de Chirico ; il trouve une résonance particulière en Italie avec le groupe Novecento.
Suivant immédiatement ses années de formation, la décennie 1920 est pour Paul Sibra celle des peintures historiques et religieuses. Le tableau Les Bouviers (1922), peinture d’histoire, est une citation du Lauragais de Jean-Paul Laurens (1897). Elle témoigne de la forte influence que le maître exerçait encore sur son élève à cette époque et révèle aussi l’intérêt précoce du jeune Sibra pour le terroir.

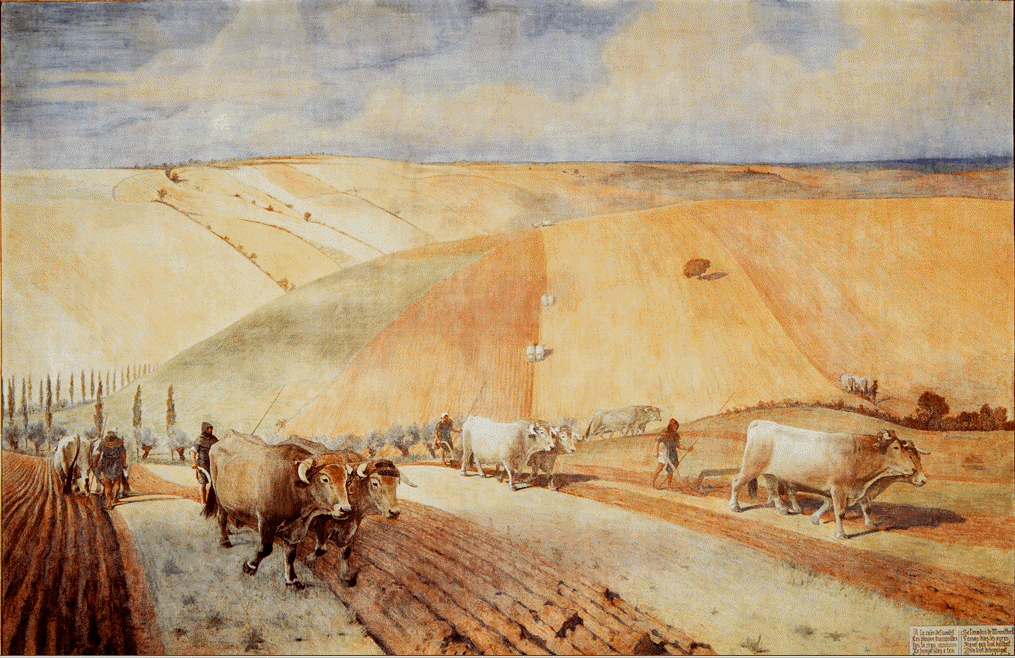
Jean-Paul Laurens, Le Lauragais, 1897

En guise de peinture religieuse, les deux jalons importants pour le début de la carrière de Paul Sibra sont Les Voix de la France (1924) et Saint François prêchant aux oiseaux (1926).
Le Saint François en particulier est caractéristique du style de Sibra : le dessin simple et net est mis au service d’une composition calme, sobre et bien ordonnée. La toile est dominée par un camaïeu parfaitement maîtrisé de bleus, de verts et de gris. La perspective y règne et aide, avec la simplicité des formes, à la lisibilité générale. Le paysage peint à l’arrière-plan est le même que dans le Don Quichotte et le moulin de 1924 : il s’agit d’une vue sur la plaine lauragaise depuis le promontoire du "Pech" à Castelnaudary, au pied de l’emblématique moulin du Cugarel. On y remarque la ligne sinueuse des platanes qui borde le Canal du Midi (ou la Rigole de la Plaine), ce qui ne correspond pas à la réalité mais lui permet un clin d’œil à ses compatriotes lauragais. Le peintre a obtenu une médaille d’argent au Salon des Artistes Français de 1926 pour cette œuvre inspirée de Giotto. Il en a réalisé plusieurs copies dont une, en 1931, pour l’église Saint-Jean-Baptiste de Castelnaudary.
Mais Paul Sibra se fait aussi spécialiste du portrait, genre qu’il inaugure en 1927 avec le personnel et très académique La jeune fille bien élevée.

### Paul Sibra portraitiste
La forme néo-classique de la peinture de Sibra s’accompagne souvent d’un fond qui se rattache à sa terre bien-aimée du Lauragais et à sa langue, l’occitan. En cela, Paul Sibra a eu une carrière de "peintre régionaliste" militant.
Son attention s’est d’abord portée sur les figures majeures de la défense de la langue et de la culture occitane. Le chaurien Prosper Estieu, l’abbé Joseph Salvat connu pour ses sermons en occitan, le comédien André Boussac, la poétesse Philadelphe de Gerde ont ainsi été tour à tour portraiturés dans les années 1930 par le peintre du Lauragais. Le poète Jean Lebrau, qu’il a peint en 1933, s’il ne s’exprimait pas en occitan a été un ardent défenseur de son pays, les Corbières.
La manière simple et harmonieuse de Sibra séduit alors et entraîne un certain succès. Le peintre doit ainsi faire face avant-guerre et au début du second conflit mondial à une multiplication des commandes de portraits : pour le cardinal Verdier archevêque de Paris, le général Guizard, son cousin Eugène Sibra et sa cousine Annie Galli, le général Coudanne…

### Le «peintre du Lauragais»

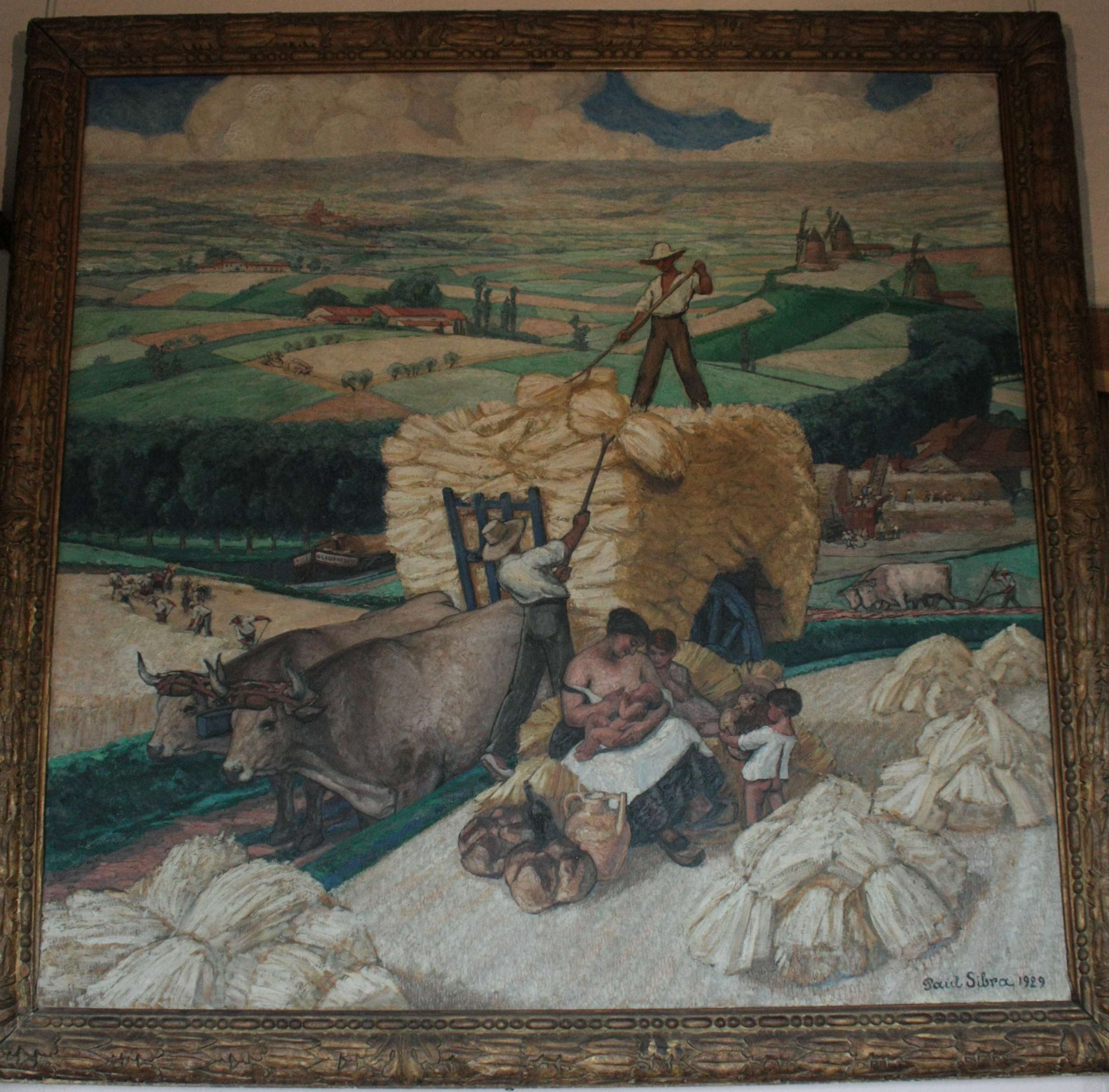
Le Lauragais, 1929, collection privée.

Dès la fin des années 1920, la veine "folkloriste" de Paul Sibra s’exprime pleinement dans sa peinture Le Lauragais, datée de 1929. Cette grande toile (2 x 2 m) qui marque ses retrouvailles avec son pays après l'intermède parisien, est un hommage au Lauragais en tant que terre nourricière. Le paysage est typique du Lauragais, parsemé d’éléments caractéristiques (moulins, bordes ou fermes lauragaises, le clocher-mur d’une église, le Canal du Midi, etc.). Toutes les étapes de la culture du blé, à l’origine de la richesse du Lauragais, y sont présentées simultanément (labourage, semailles, moisson, gerboyage, dépiquaison). Enfin, le groupe de la mère allaitant son enfant vient souligner subtilement l’allégorie. Ce tableau est le plus célèbre de Paul Sibra.

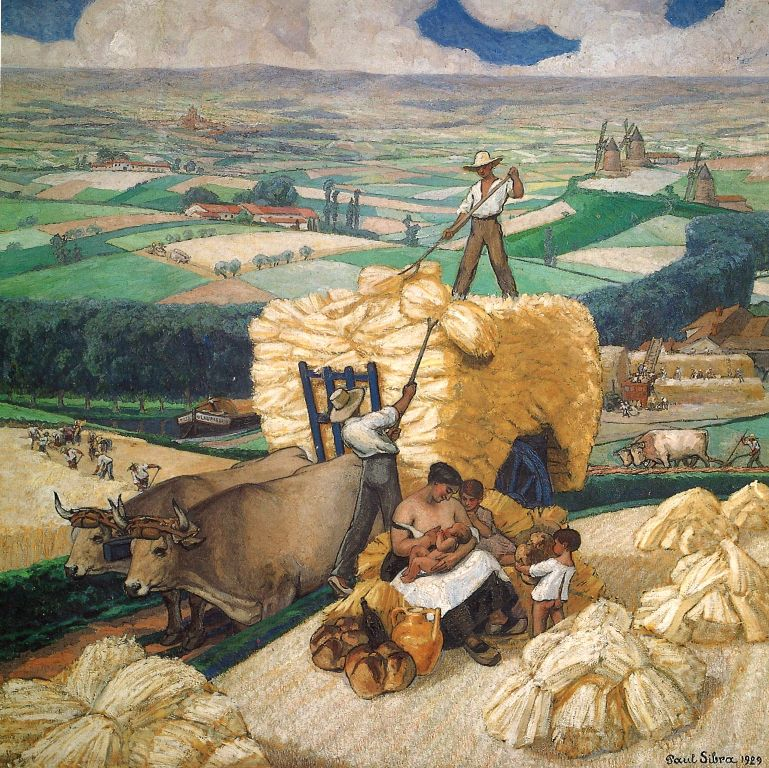
Le Lauragais, 1929

Avec la guerre et la raréfaction du matériel de peinture, l’attention que Paul Sibra porte sur la vie rurale lauragaise s'est accentuée. S’il réalise dès les années 1930 des "portraits de villages" (Laurac, Mas-Saintes-Puelles, Saint-Amans, Verdun-en-Lauragais…), il faut attendre le milieu des années 1940 pour qu’il forme le projet de dessiner un portrait encyclopédique des mœurs et coutumes du Lauragais, ce qu’il a appelé ses "études de folklore".
Faisant alterner textes et dessins (mine de plomb et sanguine), l’artiste réalise dans de grands cahiers de format A3 un relevé méthodique de la vie populaire lauragaise : paysages, fermes, devantures de boutiques, pigeonniers, moulins, métiers et savoir-faire (poterie, vannerie, chaudronnerie, dinanderie…), travaux des champs (vendanges, gavage des oies, labours…), coutumes (habillage des bébés, coiffes, veillée mortuaire…), etc.
Cet ensemble ethnographique considérable est une mine documentaire extrêmement précieuse pour qui s’intéresse au monde rural occidental du milieu du XXe siècle en général et à la société paysanne lauragaise traditionnelle en particulier,.

## Expositions
- 1992, Paul Sibra, peintre de langue d'Oc, Musée des beaux-arts de Carcassonne